# Cylindrolobus
Cylindrolobus é um género botânico pertencente à família das orquídeas (Orchidaceae).